# Wilhelm von Ehrenberg
Wilhelm von Ehrenberg (geboren um 1797; gestorben 10. Oktober 1841 in Marienwerder) war ein preußischer Regierungsrat und Landrat der Kreise Euskirchen und Militsch.:138

## Leben
Wilhelm von Ehrenberg begann seine berufliche Tätigkeit nach nicht bekannter vorheriger Ausbildung zunächst als Gerichtsassessor und ab 1822 als Regierungsassessor in Köln. Die gleiche Tätigkeit übte er nachfolgend ab 1832 in Düsseldorf aus. Von Juli bis Oktober 1832 übernahm er auftragsweise die Amtsgeschäfte als Landrat des Landkreises Euskirchen. Im Anschluss war er von 1833 bis 1834 vertretungsweise Landrat des Landkreises Militsch in Schlesien, bevor er nach Marienwerder wechselte, wo er als Regierungsrat charakterisiert im Jahr 1841 im Dienst verstarb.